# Enes Mahmutović
Enes Mahmutović (Peć, Kosovo, 22 de mayo de 1997) es un futbolista luxemburgués nacido en Kosovo que juega en la posición de defensa central. Su equipo actual es el NAC Breda la primera división del fútbol neerlandés.

## Clubes
| Club                               | País         | Año       |
| ---------------------------------- | ------------ | --------- |
| Cercle Sportif Fola Esch           | Luxemburgo   | 2014-2017 |
| Middlesbrough Football Club        | Inglaterra   | 2017-2020 |
| Yeovil Town Football Club (cedido) | Inglaterra   | 2018-2019 |
| MVV Maastricht (cedido)            | Países Bajos | 2019-2020 |
| FC Lviv                            | Ucrania      | 2020-2022 |
| PFC CSKA Sofía                     | Bulgaria     | 2022-2024 |
| NAC Breda                          | Países Bajos | 2024-     |